# The Wolf (série télévisée)
Pour l’article homonyme, voir The Wolf.
The Wolf (en chinois : 狼殿下 ; pinyin : lang dianxia) est une série télévisée chinoise de 2019 mettant en vedette Darren Wang, Li Qin, Xiao Zhan, Xin Zhilei, Kuo Shu-yao et Lin Yo-wei. Le 19 novembre 2020, elle a été diffusée sur Tencent Video, ⁣⁣iQiyi⁣⁣ et ⁣⁣Youku⁣⁣, diffusée pour la première fois. Cette série raconte l'histoire d'un jeune garçon élevé par des loups, qui tombe éperdument amoureux de Ma Zhai Xing, la fille d'un général et seigneur de la cité. Avec un total de 49 épisodes.

## Synopsis
Dans la série télévisée chinoise "La Fille du Seigneur de Kuizhou", Ma Zhaixing, interprétée par Lin Qin, fait la rencontre fortuite d'un homme élevé par des loups, Chu Youwen, joué par Darren Wang, lors d'une rencontre sur le mont Langshou. Cependant, en raison de certains événements imprévus, ils sont contraints de se séparer. Huit ans plus tard, lorsque le destin les réunit à nouveau, Chu Youwen est devenu un prince. Malgré leur destinée qui semble les éloigner l'un de l'autre, ils prennent tous les deux la décision audacieuse de défier les obstacles qui les empêchent d'être ensemble. Ainsi, leur histoire d'amour s'inscrit dans un contexte d'intrigues, de défis et de détermination à surmonter les épreuves pour être ensemble.

## Distribution
Diffusée sur Tencent Video.